# Визомитин
Визомитин — лекарственный препарат (глазные капли) на основе митохондриальных антиоксидантов — «Ионов Скулачева».

## Действующее вещество
Пластохинонилдецилтрифенилфосфония бромид (ПДТФ), в научной литературе — митохондриально-адресованный антиоксидант SkQ1.

## Применение
- Для устранения симптомов «синдрома сухого глаза» / роговично-конъюнктивального ксероза (плохая переносимость ветра, кондиционированного воздуха, дыма, ощущение инородного тела, рези, жжения, сухости глаз, плавающая острота зрения, слезотечение, покраснение глаз).
- Замедления развития возрастной катаракты (постепенное затуманивание и снижение остроты зрения, связанное с помутнением хрусталика) на начальной стадии.
- При возникновении связанного с повреждением роговицы дискомфорта глаз у пациентов, использующих контактные линзы.

## Механизм действия
Действующее вещество — митохондриальный антиоксидант SkQ1, химическое название пластохинонилдецилтрифенилфосфония бромид (ПДТФ). Молекула SkQ1 состоит из остатка сильного антиоксиданта — пластохинона, который через линкерную цепь (С10) связан с остатком трифенилфосфина, липофильным катионом, обеспечивающим доставку молекулы SkQ1 внутрь клетки, а в ней — внутрь митохондрии. При применении в низких (наномолярных) концентрациях ПДТФ проявляет высокую антиоксидантную активность . Оказывает стимулирующее действие на процесс эпителизации роговицы , способствует повышению стабильности слезной пленки. В эксперименте показал повышение уровня экспрессии основных белков хрусталиков α-кристаллинов.

## Разработчик и производитель
Проект «Ионы Скулачева», проводимый в МГУ им. М. В. Ломоносова. Проектная компания (производитель препарата, спонсор клинических исследований, обладатель патентных прав и регистрационного удостоверения на препарат) — ООО Митотех (Москва).

## История создания препарата
В 2004 году учеными МГУ им. М. В. Ломоносова под руководством российского биохимика, академика РАН В. П. Скулачева был организован биомедицинский проект «Ионы Скулачева» или SkQ.one. Самая амбициозная цель этого проекта — создать препарат, нарушающий работу программы биологического старения человека. Проект разрабатывает, налаживает производство и выводит на рынок спектр лекарственных препаратов нового поколения. Первым лекарственным препаратом на основе технологии проекта, известной как «митохондриальные антиоксиданты SkQ» или «Ионы Скулачева», стали глазные капли «Визомитин». Они содержат 0,155 мкг/мл действующего вещества — митохондриального антиоксиданта SkQ1, он же пластохинонилдецилтрифенилфосфония бромид (ПДТФ). Визомитин прошел цикл клинических исследований и был зарегистрирован в России в 2012 году как лекарство для устранения симптомов «синдрома сухого глаза» (ССГ) и лечения начальной стадии возрастной катаракты. В настоящее время «Визомитин» отпускается без рецепта. К 2019 году головной компанией проекта SkQ.one — компанией «Митотех» — было произведено и поставлено в аптеки России более 2 млн флаконов этого лекарства.
Проект разрабатывает несколько вариантов глазных капель с тем же действующим веществом (ПДТФ / SkQ1), но с увеличенной концентрацией: препараты «Визомитин Адванс» и «Визомитин Форте» с концентрацией ПДТФ 1,55 мкг/мл, «Визомитин Ультра» с концентрацией ПДТФ 4,65 мкг/мл.
Эти препараты, так же, как глазные капли «Визомитин» с концентрацией ПДФТ 0,155 мкг/мл, направлены на лечение возраст-зависимых заболеваний глаз: ССГ, катаракта, глаукома, возрастная макулодистрофия и др. Препараты находятся на различных стадиях клинических исследований в России, США, Китае .

## Ветеринария
Эффективность показана для лечения возраст-зависимых глазных болезней у животных, в частности, ретинопатии у собак, кошек и лошадей.

## Завершенные клинические исследования (КИ) глазных капель «Визомитин»
| # | Показание (болезнь/ состояние)                           | Описание КИ | Основные результаты | Публикация                                 |
| - | -------------------------------------------------------- | --- | --- | ------------------------------------------ |
| 1 | Синдром сухого глаза I и II степени тяжести              | Международное многоцентровое двойное слепое рандомизированное плацебо-контролируемое клиническое исследование. | Хорошая переносимость и безопасность при применении в течение 1,5 мес. Более выраженный и стабильный лечебный эффект по сравнению с контрольным препаратом (искусственная слеза).  | Brzhesky et al 2015 PMID 26660938          |
| 2 | Возрастная катаракта                                     | Рандомизированное двойное слепое плацебо-контролируемое клиническое исследование                               | Хорошая переносимость и безопасность при применении в течение 6 мес. В группе «Визомитина» зарегистрировано увеличение остроты зрения, особенно в когорте более пожилых пациентов. | Еричев и соавт. 2016                       |
| 3 | Офтальмо-логические осложнения после общей анестезии     | Открытое рандомизированное наблюдательное исследование                                                         | «Визомитин» эффективнее предотвратил поражение роговицы по сравнению с контрольным препаратом                                                                                      | Гусев и соавт. 2016                        |
| 4 | Риск развития катаракты после оперативного вмешательства | Открытое рандомизированное наблюдательное исследование                                                         | Добавление «Визомитина» к стандартной терапии после операции (витреоретинального вмешательство) достоверно снижает риск развития постоперационной катаракты.                       | Дашина и соавт. 2018                       |
| 5 | Синдром сухого глаза                                     | Открытое рандомизированное наблюдательное исследование                                                         | Продемонстрировано выраженное кератопротекторное действие даже небольшого по продолжительности курса применения «Визомитина»                                                       | Сафонова и соавт. 202011                   |
| 6 | Повреждения роговицы, связанные с контактными линзами    | Открытое наблюдательное исследование                                                                           | Применение «Визомитина» форсированным курсом (4-6 закапываний в течение часа после снятия линз) снижает выраженность симптомов и уменьшает количество жалоб пациентов              | Максимова и соавт. 2014                    |
| 7 | Синдром Лебера                                           | открытое наблюдательное исследование, 43 пациента                                                              | Безопасность применения вплоть до 3 лет. Увеличение остроты зрения у пациентов с наследственной мутацией в митохондриальных генах.                                                 | Nevinitsina el al, 2022                    |
| 8 | Синдром сухого глаза                                     | двойное слепое рандомизированное плацебо-контролируемое клиническое исследование VISTA-1, проведено в США      | Безопасность «Визомитина» и «Визомитина Форте». Показано снижение ощущения дискомфорта в глазах и ускорение заживления повреждений роговицы                                        | Номер КИ: NCT03764735 Ousler et al, 202214 |
| 9 | Синдром сухого глаза                                     | двойное слепое рандомизированное плацебо-контролируемое клиническое исследование VISTA-2, проведено в США      | Безопасность «Визомитина» и «Визомитина Форте». Показано снижение ощущения дискомфорта в глазах и ускорение заживления повреждений роговицы                                        | Номер КИ: NCT04206020 Ousler et al, 202215 |